# Lorenzo Sotomayor
Lorenzo Sotomayor Collazo (ur. 16 lutego 1985 w Hawanie) – azerski bokser urodzony na Kubie, wicemistrz olimpijski z Rio de Janeiro i olimpijczyk z Tokio, dwukrotny medalista igrzysk europejskich, wielokrotny uczestnik mistrzostw Europy i świata.
Jest siostrzeńcem Javiera Sotomayora, lekkoatlety i mistrza olimpijskiego.

## Przebieg kariery
Zawodnik uprawia boks od 2000 roku, natomiast pierwszy pojedynek bokserski z jego udziałem odbył się w 2006 roku. W latach 2008–2012 uczestniczył w mistrzostwach Kuby, na których zdobył m.in. złoty medal w ramach mistrzostw w 2009 roku. W 2014 otrzymał z kolei złoty medal mistrzostw Azerbejdżanu. 
W 2015 wystartował w igrzyskach europejskich, na których zdołał wywalczyć złoty medal po pokonaniu w finałowym pojedynku Wiktora Pietrowa. Zadebiutował także w mistrzostwach świata, które były rozegrane w Dosze. W swym występie pokonał kolejno Kanadyjczyka Artura Bijarsłanowa (wynikiem 3:0) oraz Algierczyka Abdelkadera Chadiego (wynikiem 3:0), ale odpadł w ćwierćfinale po porażce 0:3 z Rosjaninem Witalijem Dunajcewem.
W 2016 wywalczył awans do letnich igrzysk olimpijskich w Rio de Janeiro. W ramach europejskiego turnieju kwalifikacyjnego do igrzysk, rozgrywanego w Samsun, zakwalifikował się aż do finału w swej kategorii wagowej i w samym finale pokonał wynikiem 3:0 reprezentanta Litwy Evaldasa Petrauskasa. Na samych igrzyskach zawodnik otrzymał srebrny medal olimpijski. W ramach olimpijskiego występu pokonał kolejno reprezentanta Ukrainy Wołodymyra Matwijczuka (wynikiem 3:0), reprezentanta Francji Hassana Amzile'a (2:1), reprezentanta Kuby Yasniela Toledo oraz reprezentanta Niemiec Artema Harutyunyana (3:0). Został pokonany dopiero w finale przez Uzbeka Fazliddina Gaibnazarova (przegrał 1:2).
Uczestniczył w mistrzostwach Europy w 2017 roku. W 1/8 finału pokonał wynikiem 4:1 Francuza Wahida Hambli'ego, ale w ćwierćfinale pokonany został przez Polaka Mateusza Polskiego (0:5). W tym samym roku wystartował w mistrzostwach świata, na których zakończył rywalizację już po pierwszym pojedynku, przegrywając wynikiem 2:3 walkę z Egipcjaninem Eslamem El-Gendy.
W 2019 otrzymał drugi w karierze medal igrzysk europejskich, w ramach zmagań tej rangi w Mińsku sięgnął po brązowy medal po tym, jak w półfinale przegrał z Brytyjczykiem Patem McCormackiem. W tym samym roku wystartował również w mistrzostwach świata, na których w pierwszym starciu pokonał wynikiem 3:2 Australijczyka Jasona Mallię a w drugim odpadł z dalszej rywalizacji po tym, jak przegrał wynikiem 2:3 walkę z reprezentantem Algierii Chemseddine Kramou.
W czerwcu 2021 awansował do półfinału europejskiego turnieju kwalifikacyjnego do letnich igrzysk olimpijskich w Tokio, tym samym zapewniając sobie prawo do startu w drugich w karierze igrzyskach olimpijskich. W samym półfinale zawodnik przegrał z reprezentantem Rosji Andriejem Zamkowojem. Podczas samych igrzysk rozgrywanych miesiąc później, odpadł z rywalizacji po pierwszym pojedynku, który stoczył z Eskierżanem Madijewem.